# Хі-функція Лежандра
Хі-функція Лежандра — це спеціальна функція, названа ім'ям французького математика Адрієн-Марі Лежандра. Визначається рядом Тейлора, який також є рядом Діріхле:
{\displaystyle \chi _{\nu }(z)=\sum _{k=0}^{\infty }{\frac {z^{2k+1}}{(2k+1)^{\nu }}}.}
Таким чином, Хі-функція Лежандра тривіально виражається через полілогарифм:
{\displaystyle \chi _{\nu }(z)={\frac {1}{2}}\left[\operatorname {Li} _{\nu }(z)-\operatorname {Li} _{\nu }(-z)\right]}
Хі-функція Лежандра виникає в дискретному перетворенні Фур'є, за індексом ν дзета-функції Гурвіца, а також многочленів Ейлера.
Хі-функція Лежандра є окремим випадком дзета-функції Лерха:
{\displaystyle \chi _{n}(z)=2^{-n}z\,\Phi (z^{2},n,1/2).}

## Тотожності
{\displaystyle \chi _{2}(x)+\chi _{2}(1/x)={\frac {\pi ^{2}}{4}}-{\frac {i\pi }{2}}\ln |x|.}
{\displaystyle {\frac {d}{dx}}\chi _{2}(x)={\frac {{\rm {arctanh\,}}x}{x}}.}

## Інтегральні співвідношення
{\displaystyle \int _{0}^{\pi /2}\arcsin(r\sin \theta )d\theta =\chi _{2}\left(r\right)}
{\displaystyle \int _{0}^{\pi /2}\arctan(r\sin \theta )d\theta =-{\frac {1}{2}}\int _{0}^{\pi }{\frac {r\theta \cos \theta }{1+r^{2}\sin ^{2}\theta }}d\theta =2\chi _{2}\left({\frac {{\sqrt {1+r^{2}}}-1}{r}}\right)}
{\displaystyle \int _{0}^{\pi /2}\arctan(p\sin \theta )\arctan(q\sin \theta )d\theta =\pi \chi _{2}\left({\frac {{\sqrt {1+p^{2}}}-1}{p}}\cdot {\frac {{\sqrt {1+q^{2}}}-1}{q}}\right)}
{\displaystyle \int _{0}^{\alpha }\int _{0}^{\beta }{\frac {dxdy}{1-x^{2}y^{2}}}=\chi _{2}(\alpha \beta ),~{\text{якщо}}~|\alpha \beta |\leq 1}